# Białynia
Białynia (Bialina, Bielina, Bielizna, Bieluzna, Konopka) – polski herb szlachecki, związany z zawołaniem Bielina. Posługiwano się nim głównie w ziemiach: łęczyckiej, krakowskiej, sandomierskiej i sieradzkiej.

## Opis herbu
W polu błękitnym podkowa srebrna na opak, w środku niej krzyż kawalerski złoty, nad krzyżem zaś strzała srebrna.
W klejnocie pięć piór strusich.
W wersji pierwotnej, średniowiecznej, zamiast krzyża i strzały na podkowie była zaćwieczona rogacina srebrna, przekrzyżowana.
Tadeusz Gajl za Polską Encyklopedią Szlachecką podaje jeszcze inną wersję herbu: zamiast krzyża i strzały strzała bez opierzenia, rozdarta u dołu, srebrna.

## Herbowni
Lista nazwisk z Herbarza polskiego Tadeusza Gajla :
Bernatowicz, Białecki, Białobłocki, Białobocki, Białynia, Białynicki, Biluński, Biłuński, Birula, Biwil, Bordziłowski, Borzdziłowski, Bostowski, Brzostowski.
Ceprzyński, Chołodecki, Chomichowski, Ciekawy, Czubik.
Dziećmiarowski, Dziedziel.
Ginejko, Glinka, Glińka, Golimiński, Goliniński.
Harbuz.
Jankowski, Jaszczechowski, Jawłowski, Jawosz, Jawoysz.
Kociubiński, Koczowski, Kodź, Konopka, Kowarski, Kowerski, Kowzan, Kutkiewicz.
Leszczyński.
Łakowicz, Ławrynowicz, Ławrynowski
Maksymowicz , Marcinkiewicz , Męczkowski, Miksiewicz, Moglik.
Niebrzydowski, Niemski, Nowochoński.
Odroclew.
Pasenko, Poszylski.
Rafanowicz, Rymkiewicz, Rzepecki, Rzepnicki, Rzepniewski, Rzepnik.
Sadowski, Studziński, Sulkowski, Sułkowski, Suszko, Szaputa, Szczęsnowicz, Szuszko.
Wieniawski, Wilczek, Witkiewicz, Wojcikiewicz, Wójcik, Wójcikiewicz.
Zabłocki, Zacharski, Zagrocki, Zagrodzki, Zamotyński, Zdanowicz, Zyżniewski.
Żdanowicz, Żyzniewski, Żyźniewski, Żyżniewski.

## Najwcześniejsze wzmianki
Najstarszy zapis z 1388 roku.

## Znany odmiany
- Białynia odmienna Mirskich